# Leucospermum saxosum
Leucospermum saxosum är en tvåhjärtbladig växtart som beskrevs av S Moore. Leucospermum saxosum ingår i släktet Leucospermum och familjen Proteaceae. Inga underarter finns listade i Catalogue of Life.